# Oschtoran Kuh
Der Oschtoran Kuh (persisch اشترانکوه) ist ein Bergmassiv etwa 15 Kilometer südlich der Stadt Dorud in der iranischen Provinz Lorestan. Der in Nordwest-Südost-Richtung gestreckte Oschtoran Kuh liegt im Zagros-Gebirge und ist der höchste Berg Lorestans. Am südwestlichen Fuß des Massivs liegt der malerische Gahar-See. Verschiedenen Stämme der Bachtiaren leben an den Ausläufern des Oschtoran Kuh.

## Etymologie
Oschtoran Kuh bedeutet auf Deutsch „Berg der Kamele“ und besteht aus den persischen Wörtern, „Oschtoran“, die Pluralform von „Oschtor“ (شتر), „Kamel“ mit dem Plural-Suffix „an“, und „Kuh“
(کوه), „Berg“. Der Name rührt daher, dass das Bergmassiv aufgrund seiner acht aneinandergereihten und mehr als 4000 Metern hohen Gipfel schematisch einer vorbeiziehenden Karawane von Kamelen am Horizont ähnelt.

## Geologie
In der geologischen und strukturellen Zone von Lorestan in Iran gelegen, besteht der Oschtoran Kuh hauptsächlich aus Kalkstein. Die Gipfel des Oschtoran Kuh sind unter anderem der Gol Gol (4050 m), der Golrizan (4014 m), der Golgahar (4044 m), und der Kolayo (4080 m).

## Klimatologie
Der Oschtoran Kuh ist ein hoher Berg mit schneebedeckten Gipfeln und eisigen Tälern und hat ein kaltes Bergklima mit kalten Wintern und kühlen Sommern.

## Pflanzen- und Tierleben
Zu den verschiedenen Vegetationsformen des Berges gehören Bergpistazien, Rhabarber, Zickendorn und wilde Pflanzen gehören. Zu den vorkommenden Tieren zählen Braunbären, Füchse, graue Wölfe, Wildschweine, Hyänen, Eichhörnchen, Wildkatzen und Bergziegen, zu den Vögeln Adler, Wachteln und Eulen. Das „Naturschutzgebiet Oshtorankuh“ hat eine Fläche von etwa 98.000 Hektar.